# V Bird

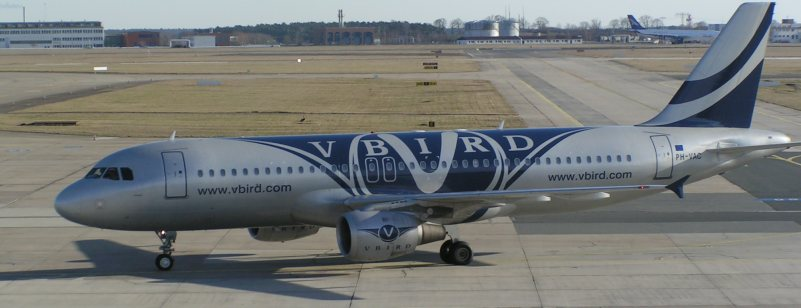
Airbus A320 de V Bird.

V Bird (V Bird Airlines Netherlands BV) fue una aerolínea de bajo costo de los Países Bajos que realizaba vuelos al norte y sur de Europa.

## Historia
La línea aérea comenzó operaciones el 27 de octubre de 2003. La línea aérea suspendió operaciones el 8 de octubre de 2004, posteriormente se declaró en bancarrota el 18 de octubre de 2004. V Bird recibió una oferta potencial de ayuda tres días más adelante con objeto de recomenzar operaciones, pero la línea aérea fue liquidada en el enero de 2005.

## Flota
La empresa contaba con 4 Airbus A320-200.